# フィリップ・ヒンデス
フィリップ・ヒンデス（Philip Hindes、1992年9月22日 - ）は、ドイツ、クレーフェルト出身で、イギリスの自転車競技（トラックレース）選手。

## 来歴
父親がイギリス人の二重国籍者。ドイツのカイザースラウテルンにあるハインリヒ・ハイネ体育学校に入校してトラックレースの短距離種目の才能を見いだされ、18歳のとき、イギリスのサイクリングアカデミーに参加したことが縁となり、イギリス自転車競技連盟に競技者登録を移した。
2010年、ドイツ国籍選手として活動。
- ドイツ選手権・ジュニア部門 チームスプリント 優勝
- ジュニア世界選手権自転車競技大会・チームスプリント 3位
- ヨーロッパ自転車競技選手権大会・ジュニア部門 チームスプリント 3位

2012年、イギリス国籍選手として活動。
- トラックレース世界選手権のチームスプリントに、クリス・ホイ、ジェイソン・ケニーとともに出場したが、予選で、イギリスチームが走法違反による降格と判定された。
- ロンドン五輪・チームスプリントでも、上記のホイ、ケニーとともに出場。（再発走前）予選で、自身がスタート直後にバランスを崩して落車するアクシデントに見舞われたが、再発走となった予選では第1走として、43秒065の五輪新記録、続く1回戦の日本戦では42秒747、そして決勝のフランス戦では42秒600のそれぞれ世界新記録樹立に貢献し、金メダルを獲得した。

## エピソード
- 上記のロンドン五輪・チームスプリント予選における自身の落車及びスタート再発走について、故意に行ったものであると自ら告白した[2]。しかし、その行為を咎める規定は、国際自転車競技連合(UCI)の現行規則には存在しない。